# Ivan il terribile e suo figlio Ivan
Ivan il Terribile e suo figlio Ivan il 16 novembre 1581 (in russo Иван Грозный и сын его Иван 16 ноября 1581 года?, Ivan Groznyj i syn ego Ivan 16 nojabrja 1581 goda) è un dipinto a olio su tela di Il'ja Efimovič Repin databile al 1870. Il dipinto è attualmente conservato alla Galleria Tret'jakov, a Mosca.

## Storia

### L'ispirazione
Furono diversi i fattori che ispirarono il pittore, tra questi ci furono:
- l’assassinio dello zar Alessandro II (1 marzo 1881)
- l’esecuzione dei cospiratori, appartenenti all'organizzazione rivoluzionaria Narodnaja Volja (Volontà del popolo)
- la musica: "Ero a un concerto di Rimskij-Korsakov durante il quale è stata eseguita la sinfonia Antar. La sua trilogia musicale, amore, potere e vendetta, mi ha affascinato tanto che ho voluto ritrarre con la pittura qualcosa di simile alla sua musica."
- le corride a cui Repin assistette in Spagna: "Le sciagure, la morte, gli omicidi e il sangue evocano una forza attrattiva."

### La musealizzazione
Pavel Michajlovič Tret'jakov, fondatore della Galleria Tret'jakov di Mosca, apprezzò il dipinto e lo acquistò, anche se Alessandro III ne proibì l’esposizione. Tre mesi dopo, grazie all'artista Aleksej Bogoljubov, il divieto venne revocato.

### Critiche e atti vandalici

#### Critiche
Il quadro nel corso della storia continuò a ricevere critiche, come quando alla fine del XIX secolo venne definito "disgustoso"  o ancora nel 2013, quando un gruppo di attivisti ortodossi firmarono una petizione che chiedeva la sua rimozione dalla Galleria Tret'jakov perché "offende i sentimenti patriottici del popolo russo".

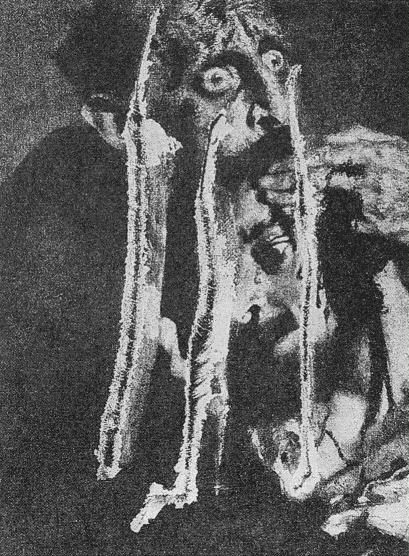
Primo atto di vandalismo

#### Primo atto vandalico
Nel 1913, il pittore Abram Balašov, lacerò tre volte con un coltello i volti di Ivan il Terribile e di suo figlio. Il restauro fu molto complesso, vi presero parte lo stesso autore, e l’artista ed esperto d’arte Igor' Grabar', il quale racconta come Repin venne convocato a Mosca dopo il completamento della parte tecnica del restauro: "Rientrai nella Galleria solo a fine giornata e fui sorpreso quando mi informarono che Repin aveva appena restaurato Ivan il Terribile ed era ripartito dispiaciuto di non avermi incontrato. Entrando nella stanza in cui il quadro era custodito e osservandolo, non potevo credere ai miei occhi: la testa era stata rifatta completamente, dipinta di fresco in una sgradevole tonalità viola."
Grabar' si affretto ad eliminare il rifacimento di Repin prima che le vernici si fossero seccate:"La parte più difficile del restauro fu il contorno del naso del principe, completamente assente. Fu una fortuna che Repin se ne fosse andato all’improvviso, se fosse stato presente, difficilmente lo si sarebbe convinto della necessità di cancellare la nuova testa e ripristinare la vecchia… Quando alcuni mesi dopo Repin tornò a Mosca e si recò in Galleria, rimase a lungo di fronte al suo quadro, apparentemente non capendo se i colori fossero cambiati o se lui stesso non avesse ottenuto l’intensità desiderata. Non disse nulla, ma rimase soddisfatto dello stato del dipinto."

#### Secondo atto vandalico
Il 25 maggio 2018 avvenne un secondo atto vandalico. Il trentasettenne Igor' Podporin irruppe e colpì il vetro protettivo col paletto metallico che sosteneva la fune di protezione. Il vetro andò in frantumi e danneggiò la figura dello zarevic.

## Descrizione
Il quadro rappresenta Ivan Ivanovič tra le braccia del padre, incredulo e afflitto, mentre appoggia la mano destra sulla spalla del genitore. Il volto dello zar esprime l’orrore di un padre che realizza l’irrimediabilità del gesto appena compiuto, mentre il volto del figlio esprime incredulità, paura, dolore. All’artista Grigorij Mjasoedov venne chiesto di posare per Ivan il Terribile e lo scrittore Vsevolod Garšin prestò la propria fisionomia allo zarevic:

## Tecnica
Repin crea un l'atmosfera cupa che sottolinea la tragedia avvenuta all'interno della stanza usando il rosso e il nero. Mentre le pennellate di bianco sottolineano l'espressione del volto sofferente del padre che durante la lite ha ucciso, se pur involontariamente, il figlio. Inoltre si crea un contrasto tra il corpo teso del padre e la debolezza del figlio in punto di morte.